# Roberto Faz
Pour les articles homonymes, voir Faz.
Roberto Faz est un musicien cubain né à Regla (La Havane) le 18 septembre 1914 et décédé à La Havane le 26 avril 1966. 

## Biographie
Issu d'une famille humble, il joue dans plusieurs groupes locaux avant qu'en 1930 son père ne l'engage dans l'orchestre dont il est le directeur musical : l'Orquesta Ultramar. 
Chanteur et percussionniste, il joue notamment dans le Conjunto Casino à partir de 1943 avant de former en 1956, alors qu'il est déjà populaire, l'orchestre Roberto Faz y su conjunto.
Parmi ses plus célèbres chansons on peut citer Píntate los Labios María et Aguanile mai mai.